# Ilmir Hazetdinov
Ilmir Hazetdinov, född 28 oktober 1991 i Moskva är en rysk backhoppare som tävlar i världscupen i backhoppning, backhoppningens högsta nivå.